# Atlapetes citrinellus
Atlapetes citrinellus е вид птица от семейство Овесаркови (Emberizidae).

## Разпространение
Видът е разпространен в Аржентина.